# Kolvín
Kolvín je zaniklá zemědělská horská obec na jihozápadě území bývalého vojenského újezdu Brdy, zároveň zrušené katastrální území a též označení moderního sídelního útvaru, později vzniklého jihozápadně od původní obce. Zástavba obce se rozkládala pod brdskou horou Palcíř. Katastrální území obce mělo rozlohu 1561 hektarů. Obec byla vysídlena a zbořena v roce 1953 po rozhodnutí o rozšíření vojenského újezdu Brdy.

## Historie
První písemná zmínka o vsi, založené ve 14. století pochází z roku 1381. Je v ní zmiňován jistý Nachval, řečený Kolvín z Kolvína, nejspíše majitel první usedlosti. Ve středověku se v katastru obce nacházel hrad Dršťka, který byl v polovině 16. století již pustý. V blízkosti hradu se nacházela další vesnice s několika rybníky. V první světové válce padlo z Kolvína 17 mužů. V roce 1924 bylo rozhodnuto o založení brské střelnice, proti čemuž Kolvínští i obyvatelé dalších dotčených obcí hojně protestovali. Na rozdíl od obcí Padrť a Zaběhlá byla obec Kolvín elektrifikována od roku 1930.

### Období 2. světové války
Během 2. světové války se němečtí okupanti rozhodli střelnici rozšířit o zastavěná území obcí Padrť, Přední a Zadní Zaběhlá, Kolvín, Skořice, Příkosice, Hořice, Vísky, Trokavec, Štítov a Myt' (část Mirošova). Střelnice dostala název Truppenübungsplatz Kammwald a sloužila pro výcvik dělostřelců, pěchoty, letectva i jiných druhů vojsk a také k relaxaci frontových oddílů a dalším speciálním činnostem. Obyvatelé obcí Zaběhlá, Padrť, Kolvín, Velcí a Hrachoviště se museli do konce roku 1941 vystěhovat. V této době žilo v Kolvíně 380 obyvatel v 80 domech. Zatímco někteří obyvatelé dotčených obcí z řad lesníků, lesních dělníků a formanů mohli zůstat, z Kolvína byli vystěhováni všichni obyvatelé bez rozdílu a museli si narychlo hledat náhradní ubytování. Část těchto vystěhovaných se nastěhovala do opuštěných domů na Zaběhlé. Za své majetky dostávali odškodnění – již tehdy znehodnocené protektorátní peníze od rokycanské spořitelny. Důvodem proč někteří mohli zůstat byla potřeba dělníků na odtěžení polomů z lesní kalamity, kterou způsobila bouře ze 14. na 15. listopad 1941. Na likvidaci této kalamity bylo zapotřebí velké množství pracovní síly, proto byl poblíž Kolvína zřízen pracovní tábor – „lágr“ (pro 3000–5000 lidí), zprvu určený pro sovětské, polské a francouzské válečné zajatce. Nakonec byl obsazen totálně nasazenými mnoha národností, kteří zde zpracovávali dřevo pro potřeby německého průmyslu. Dřevo bylo dopravováno nově vybudovanými úzkokolejnými železničními tratěmi do Mirošova. Po skončení války a příchodu Rudé armády se z tohoto vybavení stala sovětská válečná kořist. Po vysídlení Kolvína byla do Padrtě převezena kolvínská knihovna i vybavením a další drobnosti z inventáře DTJ Kolvín. V roce 1943 občané z Padrtě navštěvovali stálý biograf, zřízený firmou Fischer v Kolvíně v bývalém hostinci „U Drmců“, kde byly hrány i české filmy.

### Vysídlení a zánik obce
Po skončení druhé světové války se obyvatelé Kolvína mohli vrátit do svých domovů. Odškodnění, které obdrželi za své nemovitosti při vystěhování si mohli ponechat v případě, že jejich dům byl úplně zdevastovaný, pokud byl v pořádku, museli odškodnění vrátit. Řada lidí se rozhodla zůstat ve svých nových domovech a do Kolvína se už nevrátili. Zatímco před vystěhováním žilo v Kolvíně 380 obyvatel, počátkem roku 1948 zde žilo jen 128 obyvatel. V roce 1949 byl vydán zákon o vojenských újezdech a území brdské střelnice se stalo vojenským újezdem Brdy. Obce Padrť a Kolvín byly vyčleněny z okresu Rokycany a staly se součástí vojenského území Hořovice. V roce 1951 bylo rozhodnuto že se vojenský újezd Brdy rozšíří a obce Padrť, Zaběhlá, Kolvín, Hrachoviště a Velcí zaniknou. Obyvatelé se museli vystěhovat do roku 1952. Při násilném vysídlování byly nemovitosti oceňovány ceníkem z roku 1939 z doby vrcholící inflace. Navíc byl stanoven strop 500 000 Kčs za jednu nemovitost. Toto nízké finanční odškodnění navíc brzy znehodnotila měnová reforma. Zároveň se ukázalo, že pocházet z vystěhované vesnice je nepříjemný cejch, který je ve společnosti tabu. Stěhování prováděl vojenský stěhovací oddíl a stěhovací náklady platil vystěhovaný. V roce 1953 bylo započato s bouráním domů, které vykonali vojáci pomocných technických praporů.

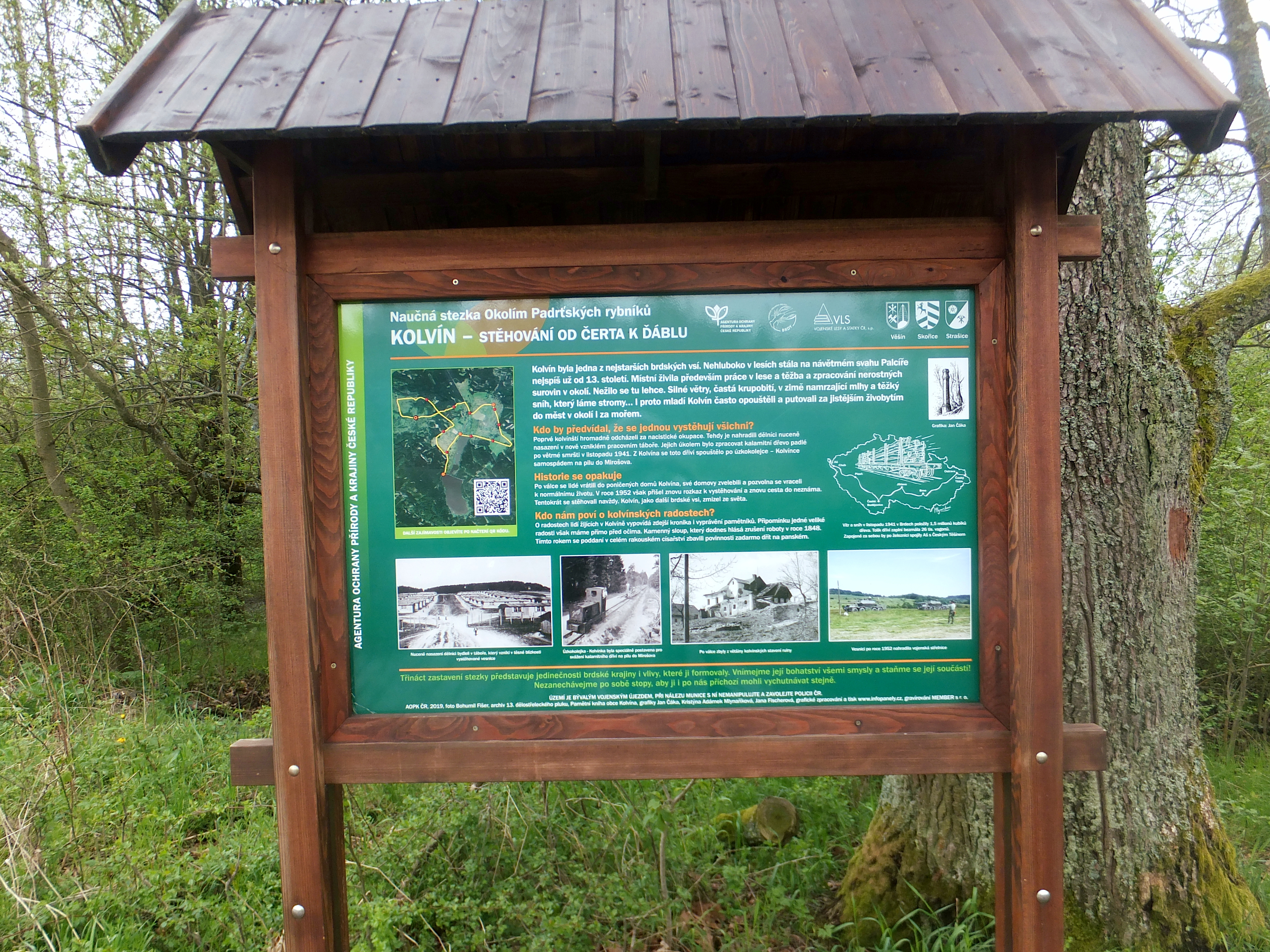
Informační tabule o historii zaniklé obce

### Svaz vyhnanců z Brd
Dne 4. května 1991 byl ustanoven Svaz vyhnanců z Brd, který si dal za cíl získat důstojné odškodnění a své odejmuté pozemky zpět. Dne 3. července 1993 se v sokolovně v Mirošově sešlo 180 rodáků z vystěhovaných obcí v Brdech. Ze sjezdu byly odeslány petice Federálnímu shromáždění, České národní radě a federální vládě. Na závěr setkání padrťští rodáci položili kytici k pomníku padlých z 1. světové války ve Skořicích. Dne 24. června 2000 se uskutečnilo setkání potomků rodáků, občanů a dalších příznivců obcí Padrť, Zaběhlá a Kolvín. Setkání se konalo v hostinci ve Skořicích. Při vyprávění vyšlo najevo, že Kolvín a Záběhlá mají své kroniky, Padrť tu svoji postrádá. Dne 15. září 2007 se uskutečnil poslední sraz rodáků z Kolvína, Padrtě, Přední a Zadní Zaběhlé v Mirošově v restauraci Na Zámecké. Poté se vypravili do míst, kde stávaly jejich vesnice.
Dne 1. ledna 2016 vešel v platnost zákon, kterým byl zrušen vojenský újezd Brdy. Důvodem byla přílišná rozsáhlost prostoru, který byl málo využívaný a k počtu vojáků příliš velký. Na jeho místě vznikla chráněná krajinná oblast Brdy. V roce 2020 bylo u příležitosti 80. výročí od vystěhování obyvatel, vysázeno šest lip v místech, kde stávaly zaniklé obce.

## Obyvatelstvo
|           | 1869 | 1880 | 1890 | 1900 | 1910 | 1921 | 1930 | 1950 | 1961 | 1970 | 1980 | 1991 | 2001 | 2011 |
| --------- | ---- | ---- | ---- | ---- | ---- | ---- | ---- | ---- | ---- | ---- | ---- | ---- | ---- | ---- |
| Obyvatelé | 604  | 589  | 575  | 522  | 442  | 393  | 374  | 167  | —    | —    | —    | —    | 32   | 19   |
| Domy      | 70   | 72   | 77   | 75   | 75   | 75   | 77   | —    | —    | —    | —    | —    | 7    | 7    |

## Obecní správa
Při sčítání lidu v roce 1869 Kolvín byl osadou obce Skořice v okrese Plzeň. V letech 1880–1930 býval Kolvín obcí v okrese Plzeň (1880–1890) a později v okrese Rokycany a během následujících let zanikl.

## Společnost

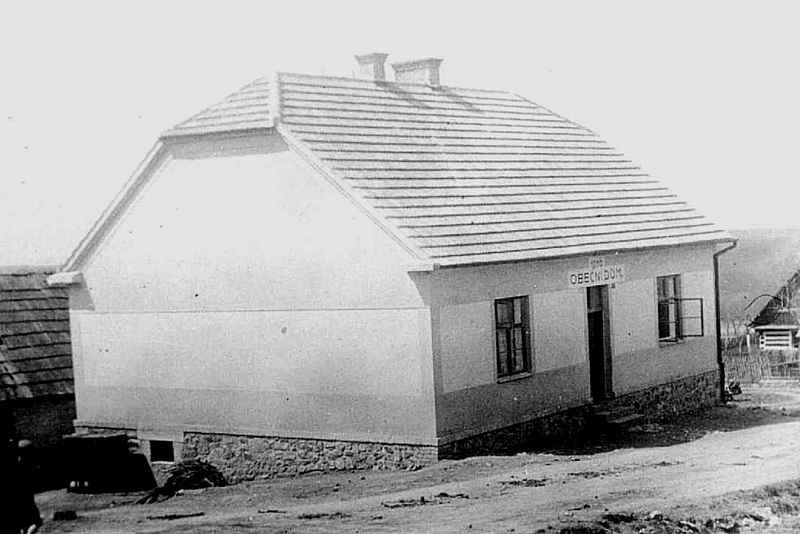
Obecní dům v Kolvíně

Podle sčítání lidu z 15. února 1921 měla obec 75 domů, v nichž žilo 393 obyvatel, z nichž 392 mělo československou národnost. Podle sčítání z 1. prosince 1930 měla obec 77 domů, v nichž žilo 374 obyvatel vesměs československé národnosti. Farně obec patřila pod obec Skořice, kam docházeli i místní děti do školy, dokud nebyla v roce 1894 v Kolvíně postavena škola. Na náklady zbirožského velkostatku byla vystavěna na svou dobu moderní jednopatrová budova. Tehdy v obci žilo 576 obyvatel, ale od začátku 20. století se počet obyvatel stále zmenšoval. Lidé odlehlou ves v lesích opouštěli kvůli nedostatku práce a zdejším tvrdým životním podmínkám. Někteří se stěhovali do okolních měst, jiní volili vystěhovalectví za oceán. Tři čtvrtiny obyvatel Kolvína se živili jako lesní dělníci nebo pracovníci průmyslových podniků na Rokycansku, pouhá čtvrtina byli rolníci a chalupníci. V zimě bývala obec kompletně odříznutá od okolního světa. V roce 1929 zaznamenal zdejší učitel a kronikář Václav Rottek, že ve dnech 12.–15. února trvaly mrazy dosahující −36 °C, jejichž následkem pomrzly téměř všechny ovocné stromy.
Za první republiky v obci fungoval obchod se smíšený zbožím pana Františka Třešky. Rodina Třeškových v obci vlastnila také firmu na prodej hospodářských strojů, která po krajích distribuovala vyspělou mechanizaci. V obci byl hostinec Františka Krátkého. V domě č.p. 18 bydlel Adolf Komanec, který se živil jako krejčí a provozoval trafiku. Nacházela se zde také kaple, hasičská zbrojnice a působil zde Sokol a Dělnická tělovýchovná jednota.

## Zajímavosti
- V lednu roku 1939 byl v Kolvíně na statku Josefa Koláře vykopán depot obsahující přes 800 stříbrných mincí z 12. až 13. století. Nález převzal Bohuslav Horák, který předal 7 řezenských feniků datovaných do poloviny 13. století Národnímu muzeu v Praze.[20]